# UC 7
UC 7 war ein U-Boot der Kaiserlichen Marine vom Typ UC I, das im Ersten Weltkrieg eingesetzt wurde.

## Bootsdaten
UC 7 war ein Einhüllenboot mit einem Dieselmotor mit 90 PS und einem Elektromotor mit 175 PS. Damit konnten Überwasser 6,2 kn und getaucht 5,2 kn erreicht werden. Die Reichweite betrug Überwasser bei 5 kn 750 sm und getaucht bei 4 kn 50 sm. Für Tauchfahrten reichte die Batteriekapazität für eine Stunde und die maximale Tauchtiefe war mit 50 m angegeben. Das Boot war 33,99 m lang, 3,15 m breit und hatte einen Tiefgang von 3,04 m. Die Verdrängung betrug über Wasser 168 t und getaucht 183 t.
Die Besatzung bestand aus dreizehn Mannschaften und einem Offizier.
Die Bewaffnung bestand aus sechs Minenschächten und zwölf Minen des Typs „UC 120“. Zusätzlich wurde ein 7,9- mm-Maschinengewehr mitgeführt.

## Geschichte
Das Boot wurde von der Hamburger Vulkanwerft gebaut und lief dort am 6. Juli 1915 vom Stapel. Bereits drei Tage später erfolgte die Indienststellung. UC 7 wurde bei der U-Flottille Flandern eingesetzt.
Das Boot fuhr in seiner Dienstzeit auf 34 Feindfahrten. Es konnte dabei 19 Handelsschiffe mit einer Tonnage von 40.901 t, 12 Hilfsschiffe mit 4.833 t und den Leichten Kreuzer Arethusa mit 3.520 t versenken. Zwei Handelsschiffe mit 6.151 t wurden beschädigt.
Ein Jahr nach seinem Stapellauf sank UC 7 auf Position 51° 22′ N, 1° 35′ O, wobei alle 18 Besatzungsmitglieder ums Leben kamen. Zum genauen Datum und der Untergangsursache gibt es verschiedene Angaben; so wird der 5. Juli und eine britische Mine oder ein U-Boot-Netz genannt, eine Versenkung durch von britischen Kriegsschiffen geworfene Wasserbomben am 6. Juli sowie eine britische Mine, technisches oder menschliches Versagen am 7. Juli genannt.

## Versenkte und beschädigte Schiffe
| Datum              | Name                          | Tonnage             | Nation                     | Ergebnis   |
| ------------------ | ----------------------------- | ------------------- | -------------------------- | ---------- |
| 1. September 1915  | Malta                         | 138                 | Vereinigtes Königreich     | versenkt   |
| 1. September 1915  | Nadine                        | 150                 | Vereinigtes Königreich     | versenkt   |
| 1. September 1915  | Savona                        | 1.180               | Vereinigtes Königreich     | versenkt   |
| 3. September 1915  | Churston                      | 2.470               | Vereinigtes Königreich     | versenkt   |
| 22. September 1915 | Koningin Emma                 | 9.181               | Königreich der Niederlande | versenkt   |
| 29. September 1915 | Vigilant                      | 69                  | Vereinigtes Königreich     | versenkt   |
| 5. Oktober 1915    | Novocastrian                  | 1.151               | Vereinigtes Königreich     | versenkt   |
| 5. Oktober 1915    | Texelstroom                   | 1.601               | Königreich der Niederlande | versenkt   |
| 28. November 1915  | William Morrison              | 212                 | Vereinigtes Königreich     | versenkt   |
| 8. Dezember 1915   | Ignis                         | 2.042               | Vereinigtes Königreich     | versenkt   |
| 10. Dezember 1915  | Ingstad                       | 780                 | Norwegen                   | versenkt   |
| 21. Dezember 1915  | Knarsdale                     | 1.641               | Vereinigtes Königreich     | versenkt   |
| 31. Dezember 1915  | Speeton                       | 205                 | Vereinigtes Königreich     | versenkt   |
| 6. Februar 1916    | Balgownie                     | 1.061               | Vereinigtes Königreich     | versenkt   |
| 8. Februar 1916    | Elswick Manor                 | 3.943               | Vereinigtes Königreich     | beschädigt |
| 11. Februar 1916   | Arethusa                      | 3.520               | Vereinigtes Königreich     | versenkt   |
| 26. Februar 1916   | Dido                          | 4.769               | Vereinigtes Königreich     | versenkt   |
| 27. Februar 1916   | Mecklenburg                   | 2.885               | Königreich der Niederlande | versenkt   |
| 9. März 1916       | Fauvette                      | 2.644               | Vereinigtes Königreich     | versenkt   |
| 18. März 1916      | Ameer                         | 216                 | Vereinigtes Königreich     | versenkt   |
| 18. März 1916      | Lowlands                      | 1.789               | Vereinigtes Königreich     | versenkt   |
| 19. März 1916      | Valpa                         | 230                 | Vereinigtes Königreich     | versenkt   |
| 24. März 1916      | Fulmar                        | 1.270               | Vereinigtes Königreich     | versenkt   |
| 25. März 1916      | Hilary II                     | 78                  | Vereinigtes Königreich     | versenkt   |
| 26. März 1916      | Cerne                         | 2.579               | Vereinigtes Königreich     | versenkt   |
| 2. April 1916      | Bourbaki                      | 2.208               | Frankreich                 | beschädigt |
| 2. April 1916      | Commandant                    | 207                 | Vereinigtes Königreich     | versenkt   |
| 9. April 1916      | Avon                          | 1.574               | Vereinigtes Königreich     | versenkt   |
| 14. April 1916     | Alberta                       | 209                 | Vereinigtes Königreich     | versenkt   |
| 14. April 1916     | Orcades                       | 270                 | Vereinigtes Königreich     | versenkt   |
| 15. April 1916     | Tusnastabb                    | 859                 | Vereinigtes Königreich     | versenkt   |
| 23. April 1916     | Lena Melling                  | 274                 | Vereinigtes Königreich     | versenkt   |
| 10. Mai 1916       | Dolcoath                      | 1.706               | Vereinigtes Königreich     | versenkt   |
| 18. Juni 1916      | Seaconnet                     | 2.294               | Vereinigte Staaten         | versenkt   |
|                    | Versenkt: Beschädigt: Gesamt: | 49.244 6.151 55.405 |                            |            |

## Kommandanten
| 9. April bis 29. November 1915     | Oberleutnant zur See Franz Wäger |
| 30. Dezember 1915 bis 6. Juli 1916 | Oberleutnant zur See Georg Haag  |